# 21世紀地震列表
規模9.0以上的地震：
- 2004年12月26日 印度洋大地震，矩震级9.1[1]（USGS）或9.3级。

- 2011年3月11日日本东北地方太平洋冲地震，日本气象厅地震规模8.4级[2]，矩震级9.0[3]（JMA）或9.1[4]（USGS）。

規模8.0-8.9的地震：
- 2005年3月28日 苏门答腊地震，矩震级8.6级[5]。

- 2007年9月12日 苏门答腊地震，矩震级8.4级[6]（USGS）。

- 2007年1月13日 東千島群島大地震，日本气象厅地震规模8.3级[7]，矩震级7.9级[8]（USGS）。

- 2007年4月1日 索羅門群島大地震，矩震级8.1级[9]（USGS）。

- 2008年5月12日 中國汶川大地震，面波震级8.2级[10]，矩震级8.3级[11]。

- 2010年2月27日 智利大地震，矩震级8.8级[12]。

- 2013年2月6日 索羅門群島地震，矩震级8.0级

- 2014年4月1日 智利伊基克外海大地震，矩震级8.2级[13]（USGS）。

- 2015年9月16日 智利伊亞佩爾大地震，矩震级8.3级[14]（USGS）或8.4[15]（智利大学地震服务局）。

- 2015年5月30日 日本小笠原群岛地震，日本气象厅地震规模8.1，矩震级7.8级[16]（USGS）。

規模7.0-7.9的地震：
- 2001年11月14日 昆仑山口西地震，矩震级7.9级，面波震级8.0级[17]。

- 2006年7月17日 印尼爪哇大地震，地震规模为7.7。
- 2006年12月26日 台灣恆春地震，芮氏規模7.0。

- 2015年4月25日 尼泊爾大地震，矩震级7.8级[18]，面波震级8.1级[19]。

- 2016年3月2日 印尼蘇門答臘大地震，芮氏規模7.8。

- 2016年4月17日 厄瓜多大地震，矩震级7.8级[20]。

- 2017年7月18日 堪察加半島地震，地震规模为7.7级。

- 2021年2月13日 日本福島地震，矩震级7.0级（USGS）[21]。

- 2023年2月6日 土耳其加濟安泰普地震，矩震级7.8级（USGS）[22]。

- 2024年1月1日 日本能登半島地震，震级7.6级。
- 2024年1月23日，中国新疆乌什县地震，震级7.1级。
- 2024年4月3日 台灣花蓮地震，芮氏規模7.2。
- 2024年8月8日 日本九州宮崎縣東邊海域日向灘，震级7.1级。
- 2025年1月7日，中国西藏定日地震，震级7.1级。
- 2025年3月28日，缅甸实皆地震，地震矩規模7.7（USGS)。